# Tetrao urogalloides
El urogallo manchado también urogallo piquinegro, urogallo oriental o urogallo asiático (Tetrao urogalloides) es una especie de ave galliforme de la familia Phasianidae. Está ampliamente distribuido en Asia, encontrándose en Siberia oriental, isla de Sajalín, norte de China y norte de Mongolia.

## Subespecies
Se reconocen las siguientes subespecies:
- Tetrao urogalloides urogalloides
- Tetrao urogalloides kamschaticus
- Tetrao urogalloides stegmanni